# لوبيز (مسلسل)
لوبيز (بالإنجليزية: Lopez) مسلسل كوميدي أمريكي، من إعداد جون ألتشولر، ديف كرينسكي، وجيف ستيلسون. وبطولة جورج لوبيز. بدأ عرض موسمه الأول الذي تكون من 12 حلقة في 30 مارس، 2016، على قناة تي في لاند. في 3 يونيو، 2016، جدد المسلسل لموسم ثان.

## الممثلين والشخصيات

### شخصيات رئيسية
- جورج لوبيز بدور نفسه
- أنتوني «سيتريك» كامبوس بدور مانولو؛ سائق جورج الخاص
- مارونزيو فانس بدور مارونزيو؛ صديق جورج المقرب
- جيمس مايكل كونور بدور ستيفن؛ جار جورج المتطفل
- هايلي هانتر بدور أوليفيا
- آشلي زامورا بدور إريكا لوبيز؛ ابنة جورج المراهقة

## وصلات خارجية
- الموقع الرسمي
- لوبيز على موقع IMDb (الإنجليزية)
- لوبيز على موقع ميتاكريتيك (الإنجليزية)
- لوبيز على موقع روتن توميتوز (الإنجليزية)
- لوبيز على موقع كينوبويسك (الروسية)
- لوبيز على موقع قاعدة بيانات الفيلم (الإنجليزية)
- لوبيزعلى موقع الطماطم الفاسدة